# Whitestown (Wisconsin)
Whitestown – miasto w Stanach Zjednoczonych, w stanie Wisconsin, w hrabstwie Vernon.